# The Pros and Cons of Hitch Hiking (tour)
The Pros and Cons of Hitch Hiking è stato il primo tour musicale da solista di Roger Waters. La scaletta includeva due set: il primo era formato da brani provenienti dal repertorio della sua band, i Pink Floyd e il secondo prevedeva l'esecuzione completa del concept album di Waters The Pros and Cons of Hitch Hiking. Il costo del tour è stato molto elevato a causa della complessità di scenografie ed effetti: per questo gli incassi degli spettacoli hanno generato poco guadagno.

## Scaletta

### 1984[2]

#### Set 1
1. Set the Controls for the Heart of the Sun
2. Money
3. If
4. Welcome to the Machine
5. Have a Cigar
6. Wish You Were Here
7. Pigs on the Wing (Part One)
8. In the Flesh
9. Nobody Home
10. Hey You
11. The Gunner's Dream

#### Set 2
1. 4.30 A.M. (Apparently They Were Travelling Abroad)
2. 4.33 A.M. (Running Shoes)
3. 4.37 A.M. (Arabs With Knives and West German Skies)
4. 4.39 A.M. (For the First Time Today, Pt. 2)
5. 4.41 A.M. (Sexual Revolution)
6. 4.47 A.M. (The Remains of Our Love)
7. 4.50 A.M. (Go Fishing)
8. 4.56 A.M. (For the First Time Today, Pt. 1)
9. 4.58 A.M. (Dunroamin, Duncarin, Dunlivin)
10. 5.01 A.M. (The Pros and Cons of Hitch Hiking, Pt. 10)
11. 5.06 A.M. (Every Stranger's Eyes)
12. 5.11 A.M. (The Moment of Clarity)

#### Encore
1. Brain Damage
2. Eclipse

### 1985[3]

#### Set 1
1. Welcome to the Machine
2. Set the Controls for the Heart of the Sun
3. Money
4. If
5. Wish You Were Here
6. Pigs on the Wing (Part One)
7. Get Your Filthy Hands Off My Desert
8. Southampton Dock
9. The Gunner's Dream
10. In the Flesh
11. Nobody Home
12. Have a Cigar
13. Another Brick in the Wall Part 1
14. The Happiest Days of Our Lives
15. Another Brick in the Wall Part 2

#### Set 2
1. 4.30 A.M. (Apparently They Were Travelling Abroad)
2. 4.33 A.M. (Running Shoes)
3. 4.37 A.M. (Arabs With Knives and West German Skies)
4. 4.39 A.M. (For the First Time Today, Pt. 2)
5. 4.41 A.M. (Sexual Revolution)
6. 4.47 A.M. (The Remains of Our Love)
7. 4.50 A.M. (Go Fishing)
8. 4.56 A.M. (For the First Time Today, Pt. 1)
9. 4.58 A.M. (Dunroamin, Duncarin, Dunlivin)
10. 5.01 A.M. (The Pros and Cons of Hitch Hiking, Pt. 10)
11. 5.06 A.M. (Every Stranger's Eyes)
12. 5.11 A.M. (The Moment of Clarity)

#### Encore
1. Brain Damage
2. Eclipse

### Proiezioni di sfondo
Le proiezioni di sfondo sono state dirette dal regista Nicolas Roeg, che aveva già lavorato ai videoclip delle tracce dell'album di riferimento del tour. Erano una combinazione dei disegni di Gerald Scarfe, già collaboratore dei Pink Floyd, e delle riprese in live action di Roeg. Nel 1984 le tracce del tour che contenevano le riprese di Roeg erano Apparently They Were Travelling Abroad, Running Shoes, Arabs With Knives (and West German Skies), For the First Time Today, Pt. 2, The Remains of Our Love, Go Fishing, For the First Time Today, Pt. 1, Dunroamin, Ducarin, Dunlivin e Every Strangers's Eyes. Il primo set conteneva il video originale del 1974 per Money e quello del 1977 per Welcome to the Machine. Il video usato in Wish You Were Here era lo stesso di Us and Them dal tour dei Pink Floyd del 1974. Pigs on the Wing (Part One) conteneva il video del Pink Floyd pig sospeso alla Battersea Power Station. Per In the Flesh veniva proiettata la scena che nel film Pink Floyd The Wall corrisponde a Waiting for the Worms. The Gunner's Dream, invece, aveva un video inedito contenente filmati di repertorio e foto da The Final Cut. Brain Damage e Eclipse contenevano gli stessi filmati del tour del 1974.

## Date del tour
| Data           | Città           | Stato       | Luogo                               | Biglietti veduti / Biglietti disponibili | Incasso  |
| 1984           | 1984            | 1984        | 1984                                | 1984                                     | 1984     |
| Europa         | Europa          | Europa      | Europa                              | Europa                                   | Europa   |
| -------------- | --------------- | ----------- | ----------------------------------- | ---------------------------------------- | -------- |
| 16 giugno 1984 | Stoccolma       | Svezia      | Hovet                               | N.D.                                     | N.D.     |
| 17 giugno 1984 | Stoccolma       | Svezia      | Hovet                               | N.D.                                     | N.D.     |
| 19 giugno 1984 | Rotterdam       | Paesi Bassi | Rotterdam Ahoy                      | N.D.                                     | N.D.     |
| 21 giugno 1984 | Londra          | Regno Unito | Earls Court Exhibition Centre       | N.D.                                     | N.D.     |
| 22 giugno 1984 | Londra          | Regno Unito | Earls Court Exhibition Centre       | N.D.                                     | N.D.     |
| 26 giugno 1984 | Birmingham      | Regno Unito | National Exhibition Centre          | N.D.                                     | N.D.     |
| 27 giugno 1984 | Birmingham      | Regno Unito | National Exhibition Centre          | N.D.                                     | N.D.     |
| 3 luglio 1984  | Zurigo          | Svizzera    | Hallenstadion                       | N.D.                                     | N.D.     |
| 6 luglio 1984  | Parigi          | Francia     | Palazzo dello Sport di Parigi-Bercy | N.D.                                     | N.D.     |
| Nord America   |                 |             |                                     |                                          |          |
| 17 luglio 1984 | Hartford        | Stati Uniti | Hartford Civic Center               | 17,754 / 23,500                          | $292,941 |
| 18 luglio 1984 | Hartford        | Stati Uniti | Hartford Civic Center               | 17,754 / 23,500                          | $292,941 |
| 20 luglio 1984 | East Rutherford | Stati Uniti | Meadowlands Arena                   | 42,000 / 42,000                          | $788,000 |
| 21 luglio 1984 | East Rutherford | Stati Uniti | Meadowlands Arena                   | 42,000 / 42,000                          | $788,000 |
| 22 luglio 1984 | East Rutherford | Stati Uniti | Meadowlands Arena                   | 42,000 / 42,000                          | $788,000 |
| 24 luglio 1984 | Filadelfia      | Stati Uniti | Spectrum                            | 12,867 / 12,867                          | $215,425 |
| 26 luglio 1984 | Rosemont        | Stati Uniti | Rosemont Horizon                    | N.D.                                     | N.D.     |
| 28 luglio 1984 | Toronto         | Canada      | Maple Leaf Gardens                  | 17,932 / 20,000                          | $321,199 |
| 29 luglio 1984 | Toronto         | Canada      | Maple Leaf Gardens                  | 17,932 / 20,000                          | $321,199 |
| 31 luglio 1984 | Montréal        | Canada      | Forum de Montréal                   | N.D.                                     | N.D.     |
| 1985           |                 |             |                                     |                                          |          |
| Nord America   |                 |             |                                     |                                          |          |
| 19 marzo 1985  | Detroit         | Stati Uniti | Joe Louis Arena                     | N.D.                                     | N.D.     |
| 20 marzo 1985  | Richfield       | Stati Uniti | Richfield Coliseum                  | N.D.                                     | N.D.     |
| 21 marzo 1985  | Buffalo         | Stati Uniti | Buffalo Memorial Auditorium         | 11,000 / 11,000                          | $159,059 |
| 23 marzo 1985  | Toronto         | Canada      | Maple Leaf Gardens                  | N.D.                                     | N.D.     |
| 26 marzo 1985  | New York City   | Stati Uniti | Radio City Music Hall               | 16,297 / 17,400                          | $349,880 |
| 27 marzo 1985  | New York City   | Stati Uniti | Radio City Music Hall               | 16,297 / 17,400                          | $349,880 |
| 28 marzo 1985  | New York City   | Stati Uniti | Radio City Music Hall               | 16,297 / 17,400                          | $349,880 |
| 29 marzo 1985  | Filadelfia      | Stati Uniti | Spectrum                            | 13,713 / 13,713                          | $218,655 |
| 30 marzo 1985  | Worcester       | Stati Uniti | Centrum in Worcester                | N.D.                                     | N.D.     |
| 3 aprile 1985  | Oakland         | Stati Uniti | Oakland–Alameda County Coliseum     | N.D.                                     | N.D.     |
| 4 aprile 1985  | Inglewood       | Stati Uniti | The Forum                           | N.D.                                     | N.D.     |
| 6 aprile 1985  | Phoenix         | Stati Uniti | Arizona Veterans Memorial Coliseum  | N.D.                                     | N.D.     |
| 8 aprile 1985  | Houston         | Stati Uniti | The Summit                          | N.D.                                     | N.D.     |
| 9 aprile 1985  | Austin          | Stati Uniti | Frank Erwin Center                  | 7,378 / 12,503                           | $100,266 |
| 11 aprile 1985 | Atlanta         | Stati Uniti | The Omni                            | N.D.                                     | N.D.     |
| 13 aprile 1985 | Pembroke Pines  | Stati Uniti | Hollywood Sportatorium              | N.D.                                     | N.D.     |
| 14 aprile 1985 | Lakeland        | Stati Uniti | Lakeland Civic Center               | N.D.                                     | N.D.     |

## Band

### 1984[4]
- Roger Waters - voce, basso, chitarra acustica
- Eric Clapton - chitarra solista
- Tim Renwick - chitarra ritmica, basso
- Michael Kamen - tastiere
- Andy Newmark - batteria
- Chris Stainton - organo Hammond, basso
- Mel Collins - sassofono
- Katie Kissoon - cori
- Doreen Chanter - cori

### 1985
- Roger Waters - voce, basso, chitarra acustica
- Jay Stapley - chitarra solista
- Andy Fairweather-Low - chitarra ritmica, basso
- Michael Kamen - tastiere
- Andy Newmark - batteria
- Mel Collins - sassofono
- Katie Kissoon - cori
- Doreen Chanter - cori